# Epidendrum aurigineum
Epidendrum aurigineum là một loài thực vật có hoa trong họ Lan. Loài này được Barringer mô tả khoa học đầu tiên năm 1991.